# Techniky karate
Techniky karate jsou koncentrátem zkušeností mnoha generací bojovníků, kteří tyto techniky často používali v reálném boji o záchranu svého života. Každý pohyb v karate byl tisíckrát ověřován a dotvářen do výsledné podoby, která představuje optimální variantu k dosažení cíle.
Bojová technika karate je výslednou technikou, složenou z postoje a přesunů v postoji a samotných bojových technik (kryty, údery, kopy) a všech detailů těchto technik a principů bojových umění, i využívání sčítání a směru síly, točivý moment. Výsledná technika je součástí techniky dýchání, psychického stavu a ovládání mysli (koncentrace, vnímání, prázdná mysl). Technika je výsledkem pohybu celého těla. Proto je technika komplexním oborem bojových umění, kterou ovlivňuje vše, jehož výsledkem je ovlivnění všeho (síla, zdraví, sebeobrana, obratnost, fyzická kondice, psychické zdraví atd.). Proto jsou také veškerá bojová umění složená tím co je, i vším tím co není a ovlivňuje vše co je, i to vše co není (filozofie bojových umění, zenový buddhizmus).

## Složitost techniky
Některé techniky se od sebe liší jen nepatrně a pro nezkušeného karatistu mohou často připadat stejné. Například: technika oi-cuki a gjaku-cuki vypadají na první pohled jako dva stejné údery, mají dokonce stejnou dráhu, úderovou plochu i polohu zápěstí (po dokončení úderu palec pěsti směřuje dolů), tyto dvě techniky mají totiž stejný základ, vychází z techniky čaku-cuki prováděné bez postoje (nohy stojí u sebe). Oi-cuki a gjaku-cuki jsou stejným úderem jako čaku-cuki, ale s postojem. V bojovém postoji se nachází jedna noha vpředu a druhá vzadu. Takovéto rozpoložení rozděluje postoj na levý a pravý. Přičemž u pravého postoje se pravá noha nachází vpředu a u levého postoje se pravá noha nachází vzadu. U techniky oi-cuki se provádí úder stejnou stranou, jaký tvoří postoj. To znamená, že pokud jste zaujali levý postoj, úder provádíte levou rukou. Proto se úder oi-cuki nazývá stejnostranným úderem. Gjaku-cuki je pravý opak techniky oi-cuki. Nazývá se různostranným úderem, protože, úder provádíte opačnou stranou než je postoj. To znamená, že pokud zaujmete levý postoj, provedete úder pravou rukou. Stejný princip Oi a Gjaku lze také aplikovat pro kopy (geri).
Celý bojový pohyb se skládá z mnoha částí. Každý bojový pohyb se může provést v nějakém bojovém postoji, kterých existuje celá řada. Každý bojový pohyb je možno provést na místě nebo pomocí přesouvání se a otoček. A nakonec, každý bojový pohyb je možno provést konkrétní bojovou technikou útočnou nebo obrannou, přičemž můžete použít paží a rukou nebo nohou. Podobným způsobem jsou techniky dále členěny a rozdělovány až do nejmenších detailů pohybu.

## Rychlost, přesnost, účinnost, komplexnost
K získání silné techniky je nutno rozvíjet 4 principy: rychlost, přesnost, účinnosti a komplexnost. Mnozí lidé se domnívají, že musí do svých úderů a kopů vkládat co největší sílu, proto instinktivně při technice napínají svaly.[zdroj?] Takovéto jednání však vede ke snížení rychlosti úderu, snížení ovladatelnosti pohybu, snížení schopnosti absorbovat náraz. Tím kvalita a síla úderu ve skutečnosti klesá a dokonce se zvyšuje pravděpodobnost zranění, dále se zvyšuje fyzická zátěž a únava roste mnohem rychleji. Zde popsanou chybu dnes provádí většina moderních karatistů, což je také důvod, proč se mnozí lidé domnívají, že karate je spíše silový druh boje.[zdroj?]
Ve skutečností porazí karatista svého protivníka technikou, ne silou. Uvolněné končetiny umožňují rychlejší provádění techniky. Síla se v takovém případě získává z kinetické (pohybové) energie, přičemž platí, čím rychlejší úder nebo kop, tím vyšší kinetická energie a tím vyšší síla zásahu.[zdroj?]
Techniky mají svou geometrii a přesně stanovené pohyby. Sílu lze získat točivým využitím různých částí těla, jako jsou například boky. Pokud pootočíte boky ve směru úderu nebo kopu, síly úderu nebo kopu a boků se sčítají, protože působí ve stejném směru. Při provádění úderů se ve většině technik například oi-cuki, uplatňuje otáčení zápěstí. V počáteční poloze, kdy jsou ruce vedle boků, směřují palce pěstí nahoru. Během dráhy úderu se zápěstí otáčí a v konečné poloze úderu směřuje palec pěsti dolů, došlo k pootočení o 180 stupňů. Tento pohyb zápěstím je dalším zdrojem energie úderu (točivé ki).
Techniky musí být prováděny přesně, jinak ztrácí svou sílu a účinnost. Při nepřesnosti pohybu jsou pohyby vychylovány od správné dráhy. Nedodržení správné dráhy má za následek změnu směru působení síly, což ovlivní sečtení síly (výsledná síla techniky).  Čím větší je vychýlení od správné dráhy pohybu, tím nižší je výsledná síla techniky.
Účinnost techniky ovlivňuje veliká řada faktorů od detailů pohybů, využití boků, tlaků nohou jako opěru při provádění technik, složitost nebo jednoduchost techniky, dýchání, duševní stav během provádění techniky, rychlost provádění techniky, správný postoj i přesuny v postojích atd. Proto je třeba se dívat na účinnost techniky zcela komplexně (Holistický koncept). Mistři vedou své žáky, aby vylepšovali všechny tyto zmíněné drobnosti a dosáhli tak vyšší účinnosti techniky. Vtip je tedy v detailech.

## Seznam technik karate
1. Dači-vaza: technika postojů
  - Curu-aši-dači
  - Fudo (sošin)-dači
  - Hangecu-dači
  - Heiko-dači
  - Hadži-dači
  - Kiba-dači
  - Kokotsu-dači
  - Kosa (kake)-dači
  - Musei-dači
  - Neko-aši-dači
  - Renoidži-dači
  - Sančin-dači
  - Šiko-dači
  - Šizen-tai
  - Teidži-dači
  - Uči-hačiži-dači
  - Zenkutsu-dači
2. Džoši-vaza: technika paží a rukou
  - Cuki-vaza: technika úderů
    - Čaku-cuki
      - Oi-cuki
      - Gjaku-cuki

    - Age-cuki
    - Age-oi-cuki
    - Age-gjaku-cuki
    - Gedan-cuki
    - Gedan-oi-cuki
    - Gedan-gjaku-cuki
    - Awase-cuki
    - Hasami-cuki
    - Heiko-cuki
    - Marši-cuki
    - Šotei (teišo)-cuki
    - Tate-cuki
    - Ura-cuki
    - Yama-cuki

  - Uči-vaza: technika seků
    - Haito-uči
    - Mae-empi-uči
    - Otoši-empi-uči
    - Šoto-uči
    - Tate-empi-uči
    - Tetsui-uči
    - Uraken-uči
    - Uširo-empi-uči
    - Yoko-empi-uči

  - Uke-vaza: technika krytů
    - Jodan-age-uke
    - Cuki-uke
    - Gedan-barai
    - Gean-juji-uke
    - Gedan-uke
    - Haiwan-nagaši-uke
    - Jodan-jui-uke
    - Kakuto-uke
    - Mika-cuki-geri-uke
    - Motore-uči-uke
    - Nagaši-uke
    - Nami-aši
    - Otoši-uke
    - Sukumen-awase-uke
    - Sukui-uke
    - Soto-ude-uke
    - Šoto-uke
    - Tate-šoto-uke
    - Te-osae-uke
    - Uči-uke

  - Saši-vaza: technika bodnutí
  - Kaši-vaza: technika nohou
    - Geri-vaza: technika kopů
      - Gyaku-mawaši-geri
      - Hila-geri
      - Mae-geri-keage
      - Mae-geri-kekomi
      - Mae-tobi-geri
      - Marši-geri
      - Marši-hiza-geri
      - Mikazuki-geri
      - Ura-mawaši-geri
      - Uširo-geri-kekomi
      - Joko-geri-keage
      - Joko-geri-kekomi
      - Joko-tobi-geri

    - Harai-vaza: technika podmetení, dodražení
3. Kavaši-vaza: technika úhybů
4. Nage-vaza: Technika hodů